# Karla Lane
Karla Lane, pseudonimo di Karla Navarro, (Los Angeles, 23 gennaio 1987) è un'attrice pornografica e regista statunitense.

## Biografia e carriera pornografica
Karla Lane è nata a Los Angeles da una famiglia originaria di El Salvador. Nel 2005, a 18 anni, dopo aver ottenuto il numero di un agente in uno strip club, ha cominciato la sua carriera come attrice BBW nel film Big Fat Cream Pie 2.
Ha ricevuto diverse nomination agli AVN Awards nel 2014 e nel 2015 nella categoria BBW Performer of the Year ed l'anno successivo ha vinto il premio. In quegli anni ha preso temporaneamente una pausa dal porno e nel 2018 è rientrata nell'industria. Nello stesso anno ha girato insieme ad Angela White The Weight of Infidelity, una delle sue scene più famose. Nel 2020 è stata inserita nella Hall of Fame degli AVN Awards.
In carriera al 2022 ha girato oltre 100 scene e ne ha diretta una.

## Riconoscimenti
- AVN Awards
  - 2016 – BBW Performer of the Year[11]
  - 2019 – Niche Performer of the Year[12]
  - 2020 – Hall of Fame - Video Branch[13]
  - 2021 – Niche Performer of the Year[14]